# 해밀턴 (일리노이주)

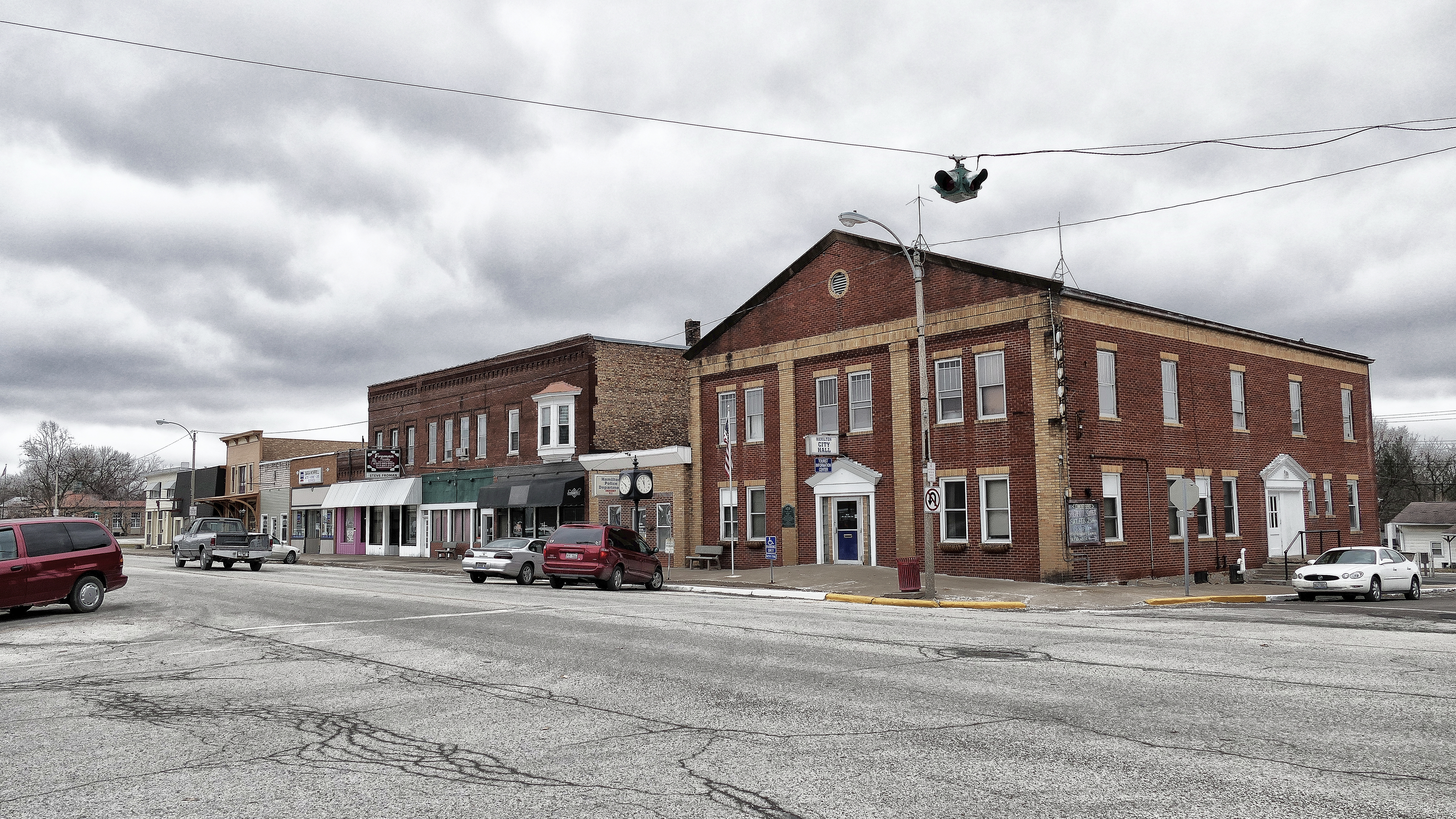

해밀턴(Hamilton)은 미국 일리노이주 핸콕군의 도시이다. 2020년 인구 조사 기준 인구 수는 2,753명이다. 이 도시는 아이오와주 키오쿡의 미시시피강을 바로 가로지른다. 핸콕군 최대의 도시이다.

## 인구
| 인구조사              | 인구  | Note | %±    |
| --------------------- | ----- | ---- | ----- |
| 1880년                | 1,025 |      | —     |
| 1890년                | 1,301 |      | 26.9% |
| 1900년                | 1,344 |      | 3.3%  |
| 1910년                | 1,627 |      | 21.1% |
| 1920년                | 1,698 |      | 4.4%  |
| 1930년                | 1,687 |      | −0.6% |
| 1940년                | 1,642 |      | −2.7% |
| 1950년                | 1,776 |      | 8.2%  |
| 1960년                | 2,228 |      | 25.5% |
| 1970년                | 2,764 |      | 24.1% |
| 1980년                | 3,509 |      | 27.0% |
| 1990년                | 3,281 |      | −6.5% |
| 2000년                | 3,029 |      | −7.7% |
| 2010년                | 2,951 |      | −2.6% |
| 2020년                | 2,753 |      | −6.7% |
| U.S. Decennial Census |       |      |       |